# Movimiento Nuestra Patria
Movimiento Nuestra Patria (en húngaro: Mi Hazánk Mozgalom, MHM) es un partido político húngaro de extrema derecha fundado por el alcalde de Ásotthalom y exvicepresidente de Jobbik, László Toroczkai, junto a otros disidentes del Jobbik que abandonaron la organización después de que el liderazgo del partido se alejara de sus raíces radicales. El partido se convirtió en el tercero más grande del país tras las elecciones parlamentarias de 2022. 

## Historia
El 7 de noviembre de 2018, László Toroczkai anunció a los medios que tres expolíticos del Jobbik, István Apáti, Erik Fülöp y János Volner, se unieron a su partido político.
A principios de 2019, el partido hizo una alianza con el ultraderechista Partido Húngaro de la Justicia y la Vida y el agrario Partido Independiente Cívico de los Pequeños Propietarios y de los Trabajadores Agrarios.

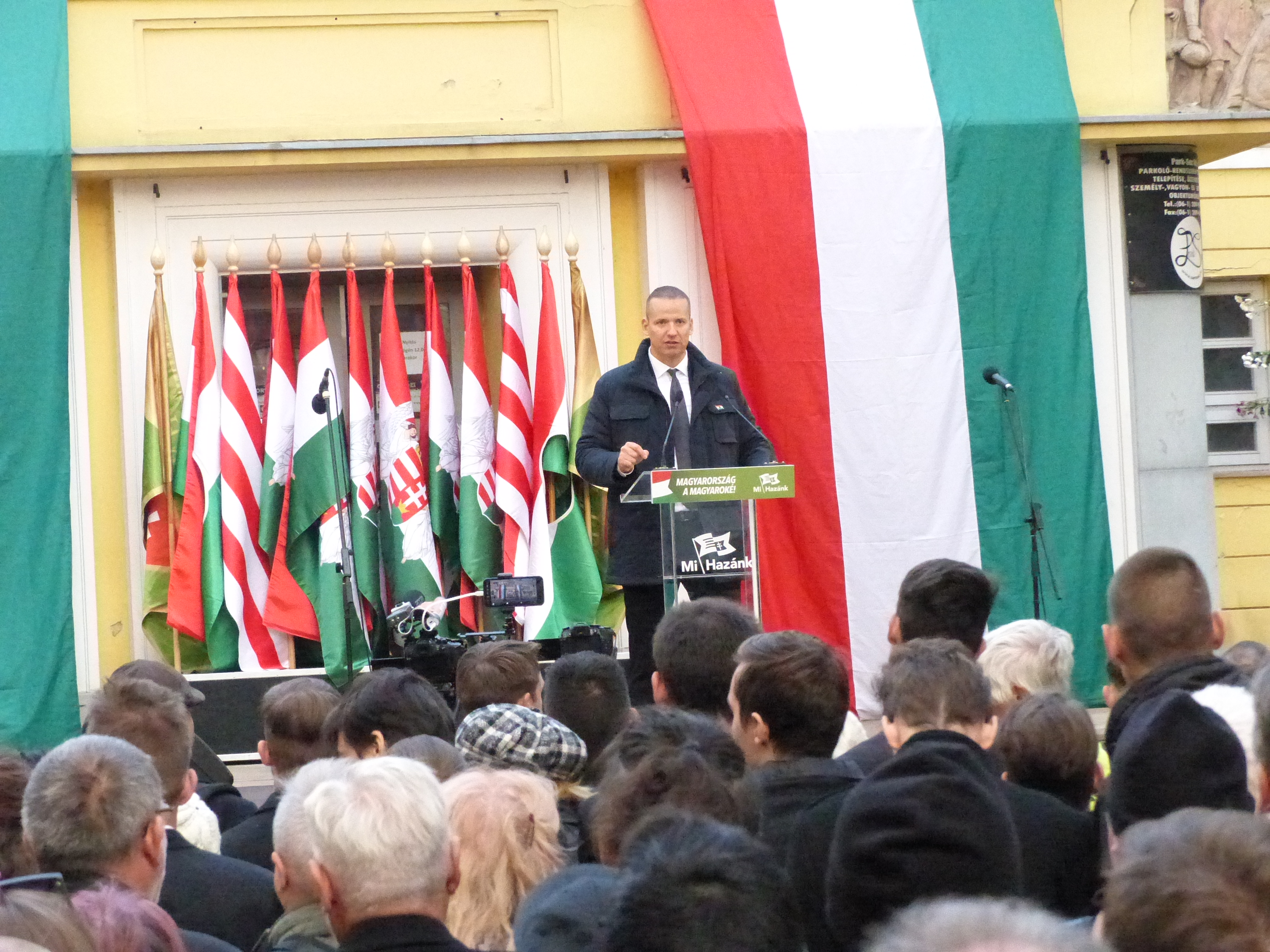

En las elecciones locales de 2019, el partido logró ganar 8 escaños en las asambleas de los condados. Ese mismo año, obtuvo un 3,3% de los votos en las elecciones al Parlamento Europeo.
En las elecciones parlamentarias de 2022 el partido logró superar la barrera electoral del 5% y obtuvo 6 escaños, convirtiéndose en la segunda facción más grande del parlamento húngaro. 
En 2022, el partido recibió a representantes de Alternativa para Suecia (AfS), Alternativa para Alemania (AfD), el Foro Holandés para la Democracia (FvD) y el partido búlgaro Renacimiento en la frontera entre Hungría y Serbia, a los que describió como "aliados". El líder del partido MHM, László Toroczkai, así como Stefan Korte de AfD, pronunciaron discursos individuales en la reunión de campaña electoral de AfS celebrada en Rålambshovsparken en Estocolmo el 6 de agosto de 2022.

## Ideología
El MHM se ve a sí mismo como una "tercera vía" opuesta tanto a las políticas de la izquierdista oposición como a las del derechista Fidesz gobernante; sin embargo, el partido ha sido descrito como nacionalista, populista de derecha y extremista.El partido ha sido calificado como neofascista, antiinmigración y prorruso. El partido es antimasonico y ha sido acusado de promover la islamofobia, el antisemitismo y el antigitanismo.

### Sociedad
El partido es social conservador y tradicionalista en cuestiones morales. MHM es contrario a los derechos LGBT y desea prohibir las marchas del orgullo.El partido desea reinstaurar la pena de muerte.

### Economía
MHM es anticomunista y se considera defensor del agrarismo.

### Política exterior
MHM aboga por una relación más estrecha con Turquía, los estados del Golfo Pérsico y los países miembro de los BRICS.
MHM ha sido descrito como nacionalista y euroescéptico por preferir los estados-nación nacionalistas y rechazar por completo el federalismo europeo. El movimiento quiere iniciar un referéndum sobre la salida de Hungría de la Unión Europea, pues creen que las multinacionales de Europa occidental sacan más beneficios del país de los que entran de la UE. 
Durante la invasión rusa de Ucrania, el partido se refirió a Ucrania como un "país hostil" y le pidió que cediera el territorio reclamado por Rusia "en aras de la paz". No apoyaron las sanciones contra Rusia y votaron en contra de la adhesión de Finlandia y Suecia a la OTAN. El 27 de enero de 2024, Toroczkai dijo en una conferencia que el partido reclamaría una región poblada por húngaros en el oeste de Ucrania si la guerra conducía a que Ucrania perdiera su condición de Estado.
El partido aboga por la neutralidad en el conflicto entre Palestina e Israel, criticando la posición sionista del gobierno de Fidesz y describiendo la invasión israelí de Gaza como una "masacre". Posteriormente, el partido invitó al embajador de Sudáfrica en Hungría a presentar su denuncia de genocidio israelí en Gaza en un evento celebrado en la embajada turca, y abogó por designar a los colonos israelíes en Cisjordania como terroristas.

## Organización

### Líderes
| N.º | Nombre           | Desde               | Hasta    | Duración                 |
| --- | ---------------- | ------------------- | -------- | ------------------------ |
| 1   | László Toroczkai | 23 de junio de 2018 | Presente | 6 años, 4 meses y 2 días |

### Membresía
| Año  | Miembros      |
| ---- | ------------- |
| 2019 | 1.000         |
| 2020 | 1.300         |
| 2022 | 2.500 – 3.000 |

### Ala juvenil
El 14 de octubre de 2018, los políticos del partido anunciaron que el partido organizaría un ala juvenil. Esta recibió el nombre de Juventud de Nuestra Patria. 

### Ala paramilitar
En mayo de 2019, se anunció que el partido formaría la Legión Nacional, un grupo uniformado de 'autodefensa' similar a la Guardia Húngara, el ala paramilitar del partido nacionalista Jobbik, que fue prohibida en 2009.

### Organizaciones asociadas
El partido está vinculado a Magyar Jelen, un periódico quincenal nacionalista húngaro.

## Resultados electorales

### Asamblea Nacional
| Elecciones | Líder            | Distrito | Distrito   | Lista   | Lista      | Escaños | +/– | Gobierno  |
| Elecciones | Líder            | Votos    | %          | Votos   | %          | Escaños | +/– | Gobierno  |
| ---------- | ---------------- | -------- | ---------- | ------- | ---------- | ------- | --- | --------- |
| 2022       | László Toroczkai | 307.064  | 5,71% (3°) | 332.487 | 5,88% (3°) | 6/199   | 4   | Oposición |

### Parlamento europeo
| Elecciones | Líder de lista   | Votos   | %          | Escaños | +/−   | Grupo |
| ---------- | ---------------- | ------- | ---------- | ------- | ----- | ----- |
| 2019       | László Toroczkai | 114.156 | 3,29% (6°) | 0/21    | Nuevo | –     |
| 2024       | László Toroczkai | 306.404 | 6,71% (4°) | 1/21    | 1     | ESN   |